# Disolución hipotética de la Federación de Rusia

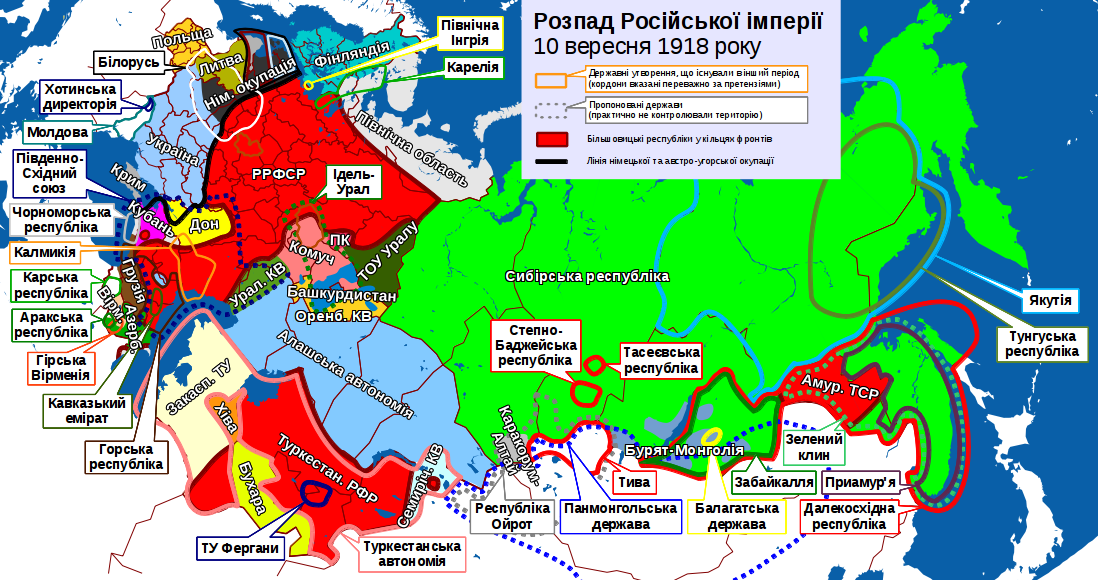
El colapso del Imperio Ruso en septiembre de 1918. Una variedad de comentaristas (rusos y no rusos, prorrusos y antirrusos) anticipan una recurrencia futura de tal situación.

La disolución de la Federación de Rusia es el desmoronamiento hipotético de un estado unificado a varios estados sucesores independientes potenciales. El término se utiliza en la literatura académica y el periodismo en los debates sobre la condición del Estado ruso y los desafíos que se perciben como una amenaza para su unidad e integridad.
La actual Federación de Rusia es considerada el principal estado sucesor de la Unión Soviética. Figuras como Garri Kaspárov, Mijaíl Leóntiev, Herman Gref, Maxim Kaláshnikov, Serguéi Kurguinián, Aleksandr Projánov, Natalia Narochnítskaia y Dmitri Medvédev han discutido públicamente y en el mundo académico varias tendencias y problemas que pueden desafiar la permanencia de la Federación Rusa unificada.

## Precedentes históricos

### Imperio Ruso
El historiador británico Geoffrey Hosking cree que la política de las autoridades del Imperio Ruso incluyó la rusificación, lo que contribuyó a la centralización del poder y la eliminación de los privilegios locales. En su opinión, la rusificación también tenía como objetivo dar a todos los pueblos del Imperio Ruso un sentido de pertenencia a Rusia, su pasado y sus tradiciones. La rusificación activa de los suburbios étnicos occidentales comenzó en la primera mitad del siglo XIX y se intensificó en la década de 1860 después del último levantamiento polaco. Sin embargo, en lugar de un factor unificador, esta política, por el contrario, dañó la imagen de Rusia. Como resultado, la lealtad de las minorías (dentro del Imperio Ruso) cayó aún más, estimulando sus movimientos de liberación nacional, que no contribuyeron ni a la calma ni a la unidad de la población dentro del imperio. De hecho, incluso enemistó a pueblos que antes eran amigos del gobierno zarista, lo que se convirtió en una de las razones del futuro colapso del Imperio Ruso.
Los ideólogos del regionalismo siberiano (mediados de la década de 1850 - principios del siglo XX) consideraban a los siberianos como un pueblo separado de los rusos étnicos. Entre los investigadores hay tanto opositores como partidarios de este punto de vista. En 1918, se vio la formación a corto plazo de la República de Siberia como un estado formal.
La primera desintegración de Rusia se produjo en 1917. Después de la Revolución de Febrero, se iniciaron procesos activos de desintegración, que tuvieron lugar en las esferas económica, social y sociopolítica, que finalmente llevaron a la terminación de la existencia de un solo estado. La Guerra Civil Rusa terminó con la creación de la URSS, la pérdida de Moldavia, que fue anexada por Rumanía, y el reconocimiento de la independencia de los antiguos territorios rusos: Finlandia, Polonia, Estonia, Letonia, Lituania y la República Popular de Tuvá.

### Unión Soviética
En la Unión Soviética, por un lado, creció el número de entidades nacional-territoriales y aumentó su estatus, pero por otro lado, se produjo el proceso de centralización. Desde mediados de la década de 1920, en las regiones nacionales de la URSS, se llevó a cabo la korenización, lo que significó la introducción de idiomas territoriales y cuadros nacionales en la vida estatal y social para desarrollar la identidad nacional. Este proceso también contribuyó al crecimiento del nacionalismo regional que luchaba con el "gran poder", lo que condujo al desarrollo de tendencias centrífugas. En la década de 1930 (particularmente en 1932-1933), la korenización se redujo y muchos de sus participantes activos fueron reprimidos al tildarlos de kuláks. La introducción generalizada del idioma ruso como idioma de comunicación interétnica ha suplantado en gran medida a los idiomas locales. 

### Federación de Rusia
En 1991, la URSS se dividió en 15 repúblicas: Estonia, Letonia, Lituania, Bielorrusia, Ucrania, Moldavia, Rusia, Georgia, Armenia, Azerbaiyán, Kazajistán, Kirguistán, Uzbekistán, Turkmenistán y Tayikistán. Estos se convirtieron en estados independientes, y muchos más se convirtieron en la Comunidad de Estados Independientes.
Chechenia y Tartaristán buscaron la independencia de la Federación de Rusia en 1994. Se llegó a un acuerdo con Tartaristán, que resultó en un tratado bilateral, y la república siguió siendo parte de la federación. El conflicto con Chechenia escaló hasta convertirse en la Primera Guerra Chechena después de que las tropas rusas fueran desplegadas en la república en diciembre de 1994.

## Condición del estado ruso
Las presiones que podrían conducir a la disolución de Rusia y las preocupaciones por preservar la integridad del estado proporcionan evidencia de que el estado ruso actual puede no ser la forma óptima del estado ruso. La discusión sobre el futuro del estado ruso se centra en torno a la transformación que ha estado experimentando el estado ruso desde la disolución de la Unión Soviética. Si Rusia se convierte en un estado nación o en un estado imperial altamente centralizado, es el enfoque principal de este debate.
Algunos académicos ven a Rusia en proceso de transformación de un estado imperial a un estado nación, viéndolo como el camino deseado hacia la construcción de una sociedad civil (Yevgueni Yasin) o la inevitable e irreversible ruptura de un imperio (Dmitri Trenin). Algunos defensores de este punto de vista, como Emil A. Pain, se oponen a las ambiciones imperiales y señalan que el crecimiento de la xenofobia, el tradicionalismo y el miedo a Occidente son indicativos de la continua decadencia del imperio.
Otros, como Vladímir Shevchenko, consideran preferible una forma de estado centralizada similar a un imperio. Shevchenko considera que hay una razón fundamental por la que Rusia ha sido un imperio autorregenerador durante siglos, gravitando hacia un estado imperial y transformándose del Imperio Ruso al "Imperio soviético" de la URSS más recientemente.

## Posibles causas de la disolución

### Vladímir Shevchenko
El investigador principal del Instituto de Filosofía de la Academia de Ciencias de Rusia, Vladímir Shevchenko, al revisar el artículo "El colapso de Rusia a principios del siglo XXI en las declaraciones de los contemporáneos" de O. Yu. Máslova, señaló que contiene una gran colección de autores sobre el tema de la desintegración rusa. Estos autores van desde partidarios acérrimos de la idea de que el colapso de Rusia es casi inevitable y ya ha comenzado, hasta partidarios de la idea de intentos artificiales y deliberados de hacer que el país se derrumbe.
La razón principal de los procesos de desintegración y el posible colapso de Rusia, según el trabajo de revisión de Shevchenko, "El futuro de Rusia: estrategias para la comprensión filosófica", es la falta de una idea o proyecto nacional (como el comunismo en la Unión Soviética) que uniría a todos los pueblos de Rusia. El estado ruso, como él lo ve, se encuentra en un estado de transición en el que todos los procesos se han vuelto más activos: tanto la integración como la desintegración.
Continuó enumerando las razones que acompañan al posible colapso de Rusia como:
- Sentimientos xenófobos ("Rusia para los rusos"),
- Las tendencias separatistas de los grupos étnicos minoritarios en Rusia
- La transformación de las repúblicas de Rusia en Estados de pleno derecho.[1]

En su artículo, se opone a la opinión de que la desintegración ya había comenzado, subrayando que existen cuestiones como la extraterritorialidad jurídica, instancias de discriminación de etnia no titular en gobiernos republicanos y la radicalización del islam.

### Otras fuentes y razones rusas
A fines de la década de 1990 y principios de la de 2000, el gobierno ruso prohibió a Tartaristán cambiar del alfabeto cirílico al alfabeto latino, por temor a que tal medida perturbara la unidad interna y resultara en la disolución. Por otro lado, en la década de 2020, Kazajistán, un país independiente formado después de la disolución de la Unión Soviética, comenzó a moverse hacia el alfabeto latino, y se cree que esto es para distanciarse de la influencia rusa. El gobierno ruso se esfuerza por hacer que todos los idiomas de Rusia utilicen el cirílico para imponer la unidad. 
En un informe para el club de expertos conservador Club Izborski, un grupo de analistas dirigido por A. Kobiakov, enumeró las líneas de división en la sociedad rusa moderna que podrían conducir al colapso del estado: desigualdad socioeconómica, relaciones interétnicas, alienación de las élites del pueblo y oposición de la "clase creativa" al resto de la sociedad.
El culturólogo Ígor Yakovenko cree que la razón principal de los procesos de desintegración es el proceso desigual de modernización del mercado en diferentes regiones de Rusia, lo que aumenta el aislamiento económico de estas regiones entre sí. Yakovenko identifica las siguientes regiones en las que, en su opinión, la Federación Rusa puede dividirse: norte y sur de Rusia, Siberia, el norte del Cáucaso y la frontera intercontinental.

### Valores democráticos
Ampliamente criticado por ser antisemita y nacionalista extremo, Ígor Shafarévich escribió el ensayo de 1981 Rusofobia, en el que culpó a los "judíos que buscan el dominio mundial". Alegó una "gran conspiración contra Rusia y toda la humanidad" y que buscan la destrucción de Rusia mediante la adopción de una democracia al estilo occidental.
Peter Eltsov, profesor de la Universidad de Defensa Nacional (Estados Unidos), argumentó que Rusia no puede sobrevivir como una "verdadera democracia liberal" y "probablemente se desintegraría" si abrazara los valores occidentales.

### Irredentismo

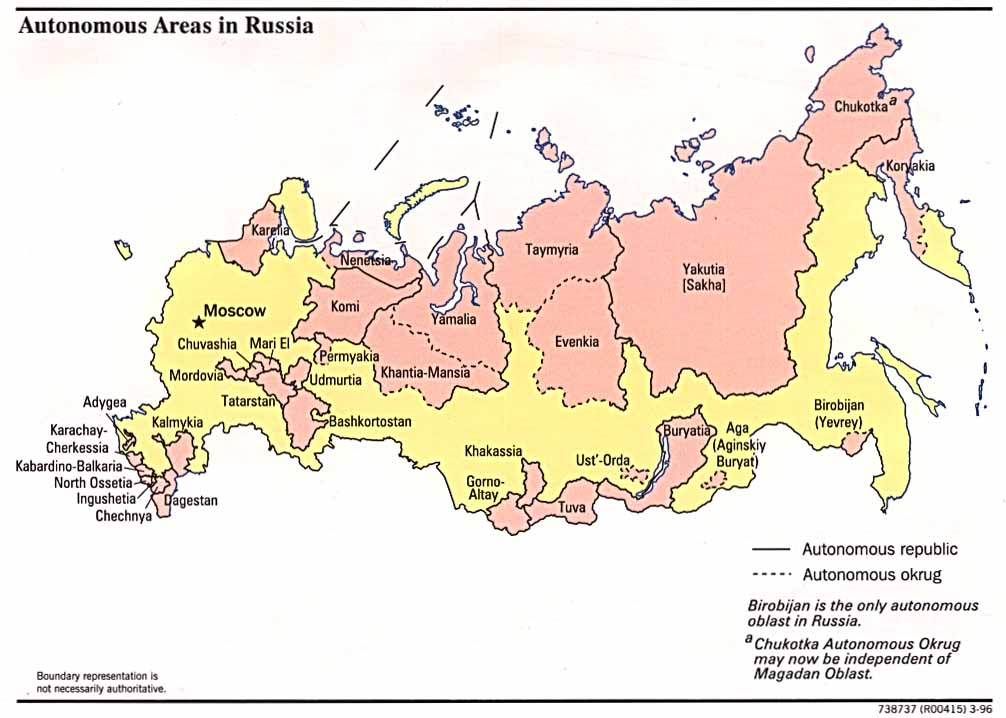
Áreas autónomas de Rusia en 1996

Como en cualquier país con fronteras terrestres, en Rusia viven muchas etnias relacionadas o idénticas a las etnias titulares de los países vecinos. En algunas de estas regiones fronterizas se expresan ideas irredentistas sobre la reunificación de pueblos divididos.
En Buriatia y dos ókrugs autónomos buriatos, en uno de los cuales, el distrito autónomo de los Buriatos de Ust-Ordá, se expresan ideas de unirse a Mongolia como parte de la idea del panmongolismo.
Algunos nacionalistas kazajos desean recuperar Oremburgo, la antigua capital de la República Autónoma Socialista Soviética de Kazajistán, y ahora parte de Rusia en el óblast de Oremburgo.
La idea de unir Finlandia y Carelia en una Gran Finlandia (la cuestión de Carelia) solía ser popular entre parte de la población de Finlandia y Carelia.

### Consecuencias de la invasión rusa de Ucrania en 2022
La esfera de influencia posterior a la Segunda Guerra Mundial (el Bloque del Este y el Pacto de Varsovia) colapsó en 1991 con la disolución antes mencionada de la Unión Soviética. La disolución fue en gran parte no violenta, aunque se ha argumentado que la violencia de la invasión rusa de Ucrania (febrero de 2022) fue el resultado de la disolución soviética. En 2022, pocas semanas después de esta invasión, algunos comentaristas predijeron un eventual colapso ruso como resultado, especialmente una vez que se hizo evidente que la "operación militar especial" de Vladímir Putin no iba a ser una victoria rápida. Algunos han sido más específicos y han declarado que tal colapso podría ocurrir entre 2025 y 2027.
En mayo de 2022, el periodista estadounidense Casey Michel pidió la "descolonización" de Rusia. En su opinión, se debe continuar con la disolución de la antigua Unión Soviética, para poner fin al dominio de Moscú sobre las repúblicas de Rusia. Semanas más tarde, la Comisión de Seguridad y Cooperación en Europa celebró un evento en el que se discutió "la necesidad de 'descolonizar' Rusia" debido a la "guerra bárbara de Rusia contra Ucrania", como lo expresaron, llamando a una conversación sobre el "imperio interior" de Rusia y señalando "el dominio de Moscú sobre muchas naciones indígenas no rusas".
A pesar de esto, la Legión «Libertad de Rusia» se opone a cualquier colapso de Rusia.

## Opiniones sobre las consecuencias de una ruptura rusa
En una entrevista con la revista Expert en abril de 2005, el jefe de la administración presidencial, Dmitri Medvédev, dijo: 
Si no logramos consolidar la élite, Rusia puede desaparecer como un solo estado... Las consecuencias serán monstruosas. La desintegración de la Unión puede parecer una matiné en el jardín de infantes en comparación con el colapso del estado en la Rusia moderna.
En 2011, durante una reunión de la comisión gubernamental para el desarrollo del Distrito Federal del Cáucaso Norte en Gudermés, Vladímir Putin dijo que si el Cáucaso abandonara repentinamente Rusia: 
Si esto sucede, entonces, en el mismo momento, ni siquiera una hora, sino un segundo, habrá quienes quieran hacer lo mismo con otras entidades territoriales de Rusia, [...] y será una tragedia que afectan a todos los ciudadanos de Rusia sin excepción
—  Vladímir Putin

### Europa

#### Europa Central
- Cuestión de Kaliningrado

#### Europa Oriental
- Tartaristán
- República de las Montañas del Cáucaso Septentrional (1917-1922)
- Emirato del Cáucaso (2007-2016)
- Ajnad al-Kavkaz (2015–)
- Insurgencia en el Cáucaso Norte (2009-2017)

### Asia
- Pueblos indígenas de Siberia
- Invasión soviética del sur de Sajalín
- Conflicto de las islas Kuriles
- Conflicto fronterizo sino-soviético